# Sport à San Francisco
Le sport à San Francisco est actuellement dominé par deux grandes franchises professionnelles : les Giants de San Francisco qui évoluent en Ligue majeure de baseball depuis 1958 et les 49ers de San Francisco de la NFL depuis 1946. San Francisco hébergea également une franchise de la NBA, Warriors de San Francisco (1962-1971), mais ces derniers sont partis s'installer de l'autre côté de la baie, à Oakland.
Outre ces franchises des sports majeurs, San Francisco abrite également les Dragons de San Francisco de la Major League Lacrosse.

## Les principales compétitions sportives se tenant à San Francisco
- Emerald Bowl, finale de football américain universitaire (depuis 2002)

## Les principales installations sportives de San Francisco

### Stades
- Haight Street Grounds, stade de baseball (fin XIXe siècle)
- Kezar Stadium, stade omnisports (depuis 1925)
- Levi's Stadium, situé à Sante Clara, accueille les rencontres des 49ers de San Francisco depuis 2014
- Monster Park (ex-Candlestick Park), stade de baseball et de football américain (depuis 1960)
- AT&T Park, stade de baseball et éventuellement de football américain (depuis 2001)

### Salles
- Bill Graham Civic Auditorium, salle omnisports (depuis 1915)
- Kezar Pavilion, salle omnisports (depuis 1924)
- Cow Palace, salle omnisports (depuis 1941)
- War Memorial Gymnasium, salle omnisports (depuis 1958)

### Divers
- Olympic Club, parcours de golf (depuis 1918)

## Les principaux clubs sportifs basés à San Francisco

### Baseball
- Seals de San Francisco, Pacific Coast League (1903-1957)
- Reds de Mission, Pacific Coast League (1926-1937)
- Giants de San Francisco, MLB (depuis 1958)

### Basketball
- Saints de San Francisco, ABA (1961-1972)
- Warriors de San Francisco, NBA (1962-1971)
- Pilots de San Francisco, ABA (depuis 2005)

### Basketball féminin
- Legacy de San Francisco, NWBL (2006) (jouent à Oakland)

### Crosse
- Dragons de San Francisco, Major League Lacrosse (depuis 2006)

### Football
- Seals de San Francisco, United Soccer Leagues (depuis 2003)
- Victory de la Californie, United Soccer Leagues (depuis 2006)

### Football américain
- 49ers de San Francisco, NFL (depuis 1946)
- Demons de San Francisco, XFL (2001)

### Football américain en salle
- Quakes de San Francisco, National Indoor Football League (depuis 2007)

### Hockey sur glace
- Spiders de San Francisco, LIH (1995-1996)

### Universitaire
- Dons de San Francisco, West Coast Conference NCAA